# Ya tú me conoces
«Ya Tú Me Conoces» es una canción de la cantante mexicana Thalía y el dúo venezolano Mau y Ricky, del decimoséptimo álbum de estudio de Thalía Desamorfosis (2021). Fue lanzado por Sony Latin Music el 24 de enero de 2020.

## Antecedentes
"Ya Tú Me Conoces" fue coescrita por los mismos Mau y Ricky, así como el cantante colombiano Camilo.  La canción representa la segunda ocasión en que Thalía ha colaborado con Ricky Montaner, quien escribiera en 2014 su hit "Por Lo Que Reste De Vida". La canción fue lanzada en todas las plataformas digitales el 24 de enero de 2020.

## Presentaciones en vivo
Thalía interpretó la canción junto con Mau y Ricky en los Premio Lo Nuestro 2020, donde ella fungió como presentadora del show.

## Video musical
El video de la canción fue estrenado el mismo día de la publicación del sencillo. El video muestra a Thalía con Mau y Ricky bailando mientras se le ve vistiendo diferentes atuendos coloridos. El videoclip fue producido pro 2 Wolves Film y fue dirigido por David Bohórques.

## Rendimiento comercial

### Conteos semanales
| Listado (2020)                            | Posición |
| ----------------------------------------- | -------- |
| Bolivia (Monitor Latino)                  | 12       |
| Chile (Monitor Latino)                    | 19       |
| Dominican Republic Pop (Monitor Latino)   | 4        |
| Ecuador (National-Report)                 | 65       |
| El Salvador (Monitor Latino)              | 19       |
| Honduras Pop (Monitor Latino)             | 4        |
| Mexico Pop (Monitor Latino)               | 9        |
| Mexican Espanol Airplay (Billboard)       | 9        |
| Mexico Airplay (Billboard)                | 34       |
| Panamá Pop (Monitor Latino)               | 4        |
| Puerto Rico Pop (Monitor Latino)          | 12       |
| US Latin Digital Songs Sales (Billboard ) | 15       |
| US Latin Pop Airplay (Billboard)          | 30       |
| Venezuela (Monitor Latino)                | 16       |

### Conteos de Fin de Año
| Listado (2020)                               | Posición |
| -------------------------------------------- | -------- |
| Argentina (Monitor Latino)                   | 86       |
| Bolivia Latino (Monitor Latino)              | 76       |
| Chile (Monitor Latino)                       | 97       |
| Pop de República dominicana (Monitor Latino) | 33       |
| Pop de Honduras (Monitor Latino)             | 30       |
| Internacional Latino (Monitor Latino)        | 100      |
| Pop de México (Monitor Latino)               | 79       |
| Pop de Panamá (Monitor Latino)               | 27       |
| Pop de Puerto Rico (Monitor Latino)          | 55       |
| Uruguay (Monitor Latino)                     | 78       |
| Pop de Venezuela (Monitor Latino)            | 30       |